# Азиз бин Ардашир Астарабади
Азиз бин Ардашир Астарабади (Абдулазиз Багдади тур. Azīz b. Ārdaşir Āstarābādī; араб. عزيز بن أردشير أسترآبادي‎; ум. после 1398) — придворный поэт Кади Бурханеддина (правителя «государства Кади Бурханеддина»), написавший произведение «Базм о разм» («Празднества и битвы», тур. Bazm u razm, перс. بزم و رزم‎), в котором в превосходных степенях описал жизнь своего покровителя. Этот труд является ценным источником по истории Анатолии XIV века.

## Биография
Современник поэта, арабский хронист, Ибн Арабшах, труд которого является основным источником о жизни поэта, называл его Абдулазиз Багдади, но сам поэт назвал себя в своей книге Азиз бин Абдрашир Астарабади. Приписываемая им себе нисба Астарабади может означать, что он происходил из Астарабада. Азиз жил в Багдаде в течение некоторого времени до правления сына шейха Увейса — султана Ахмада Джалаира (784 /1382-813/1410). После захвата Ахмадом власти Азиз остался в Багдаде при дворе султана, который сам был известным поэтом. Азиз был широко известен как учёный человек и «служил начальником надымов, был глазами великих учёных людей».
Согласно Ибн Арабшаху Кади Бурханеддин любил окружать себя учёными людьми. Он прослышал об Азизе и пожелал, чтобы поэт приехал к его двору в Сивас. Бурханеддин попросил султана Ахмада отпустить Азиза, но султан отказал ему и держал поэта при своём дворе. По словам Ибн Арабшаха, чтобы Азиз не был похищен и не сбежал, султан Ахмад приставил к нему охрану. Однако послы Бурханеддина тайно пробрались к Азизу и уговорили его бежать, посулив всяческие блага и расхвалив своего правителя. Детали побега Ибн Арабшах описал так: «Абдулазиз вышел и, оставив свою одежду на берегу Дажла, шагнул с грязи в объятие реки. Потом он, нырнув в воду, вернулся и вышел в другом месте берега и соединился со своим спутником и, как двуногие прячутся в своих норах, так и он спрятался среди них». В итоге, в Багдаде стали считать Азиза утонувшим и перестали искать, а он отправился в Сивас. Бурханеддин не обманул поэта, тот «стал у него самым первым, уважаемым и великим».
Эта история не соответствует действительности. Описывая свои отношения с султаном Ахмадом в «Базм о разм», Азиз не упоминает о побеге. После вторжения Тамерлана в Багдад в  1393 году поэт и султан бежали в Мешхед (Наджаф). Султан Ахмад направился в Египет, а Азиз нашел убежище в Кербеле, где он был взят в плен и доставлен в Хилле к Миран-шаху, сыну Тимура. В 1394 году, когда армия Миран-шаха была на марше в Диярбакыр (между Мардином и Диярбакыром), Азиз сбежал и направился в Сивас.  11 июня 1394 он предстал перед Кади Бурханеддином. После смерти своего покровителя в  1398 году Азиз уехал в Каир. О его деятельности в Египте ничего не известно кроме того, что Азиз умер из-за чрезмерного употребления алкоголя, упав с башни. Дата его смерти неизвестна.
М. Кёпрюлю полагал, что Азиз не был одним из приближённых султана Ахмада Джелаира, напротив, поэт критиковал султана и был одним из его противников.
Ибн Арабшах писал об Азизе, что он «воплотил в себе много удивительных способностей, был чудом своего времени», а как поэт «на персидском и арабском языках был единственным в своей эпохе». Р. Шукуров писал, что «'Аэиз Астарабади — историк хорошо информированный и точный до скрупулёзности».

## Базм о разм
«Базм о разм» — единственное известное произведение Астарабади. Это историческое сочинение, написанное по приказу Кади Бурханеддина. Изначально Азиз планировал написать книгу на арабском языке, но понял, что в Анатолии предпочтителен персидский язык, на котором говорили почти все анатолийцы в его время, и который использовался для официальной переписки. Стихи на арабском языке, которые он посвящал Кади, включены в текст. В книге он описал хаос в современной ему Малой Азии, Джалаиридов и Тимуридов. Он дал обширные сведения о происхождении и деятельности Кади Бурханеддина, рассказал о борьбе Кади Бурханеддина с Эретнаогулларами, эмиром Мутаххартеном из Эрзинджана, Караманогулларами и другими бейликами. Этот труд является ценным источником по истории государства Кады Бурханеддина, особенно после 1394 года. Ф. Бабингер назвал «Базм о разм» ценным источником. Ф. Кёпрюлю назвал труд важным.
Произведение «Базм о разм» было использовано в труде «Скрытый жемчуг» знаменитым арабским историком Ибн-Хаджаром, которого, в свою очередь, цитировал османский историк Ташкопрюзаде. Известный ориенталист Э. Гибб, описывая «Базм о разм», использовал в основном труд Ибн-Хаджара в пересказе Ташкопрюзаде.
Про «Базм о разм» Ибн Арабшах говорил, что «прекрасным стилем и приятностью чтения он лучше, чем история ал-Утбийа».
Издания
Рукописи «Базм о разм»:
- библиотека Айя-Софии (nr. 3465 = Tauer 480), затем копия была передана в библиотеку Сулеймание. Выполнена в Сивасе в 1398 году с автографа;

- библиотека Топкапы (III. Ahmed, nr. 2822 = Tauer 481). Копия считается скопированной с автографа в  1715 году;

- библиотека Сулеймание (Esad Efendi, nr. 2079 = Tauer 482). Копия датирована  1825/6 годом;
- библиотека Рагиб-паши[тур.] (nr. 982 = Tauer 483).

«Базм о разм» был издан в 1928 году, кроме того были выполнены два перевода труда — на немецкий и турецкий языки:
- Astarābādī, ‘Azīz b. Ardashīr. Bazm u Razm (перс.) / KöprüIuzade Mehmed Fuad; Edited by Rifaat, Kilisli. — Istanbul, 1928.
- Astarâbâdî, ‘Azīz Ibn Ardšir. Das Werk des ʻAzīz ibn Ārdašīr Āstarābād̲ī: eine Quelle zur Geschichte des Spätmittelalters in Kleinasien (нем.) / Translated by Giesecke, Helmut. — Leipzig, 1940.
- Esterabadi, Aziz b. Erdeşir. Bezm u Rezm (тур.) / KöprüIuzade Mehmed Fuad; Translated by Öztürk, Mürsel. — Ankara, 1990.